# 1569

## Esdeveniments
- Els diputats de la Generalitat són detinguts per un conflicte amb la Inquisició.
- 25 de gener - Amèrica, colònies espanyoles: Felip II hi estableix el Tribunal de la Inquisició.

## Naixements
- Anvers: Frans Pourbus el Jove, pintor flamenc.

## Necrològiques
- 11 de setembre, Cremona: Vincenza Armani, actriu de la commedia dell'arte, entre les primeres de l'Europa moderna (n.1530).[1]
- 16 de desembre, Roma: Giuliano Tiburtino, intèrpret d'instruments de corda, cantant i compositor del Renaixement.